# Żerniki Dolne
Żerniki Dolne – wieś w Polsce, położona w województwie świętokrzyskim, w powiecie buskim, w gminie Stopnica.
| SIMC    | Nazwa      | Rodzaj    |
| ------- | ---------- | --------- |
| 0273212 | Borki      | część wsi |
| 0273235 | Podgórze   | część wsi |
| 0273241 | Przybynów  | część wsi |
| 0273258 | Stara Wieś | część wsi |

W latach 1975–1998 miejscowość administracyjnie należała do województwa kieleckiego.
Przez miejscowość przebiega droga wojewódzka nr 756.
Żerniki Dolne jako osada służebna powstały przed 1250 r. bowiem wymienione są przez źródła pisane przed wspomniana datą.
W wieku XIX badania archeologiczne kultur prehistorycznych prowadził w Żernikach Dolnych Erazm Majewski, skatalogowane wyniki badań opisał i opublikował w  Tomie I  Światowita z roku 1899 .  